# 学校法人広島国際学院
学校法人広島国際学院（がっこうほうじん ひろしまこくさいがくいん、英語: EDUCATIONAL FOUNDATION HIROSHIMA KOKUSAI GAKUIN）とは、広島県広島市安芸区にある学校法人。

## 設置校
- 広島国際学院中学校・高等学校
- 広島国際学院自動車整備大学校（広島国際学院専門学校から名称変更）
- 広島国際学院大学（2023年5月閉校）
- 広島国際学院大学自動車短期大学部（2020年4月に広島国際学院専門学校へ転換。2021年3月閉校）